# Zombie Island
Zombie Island (titre original : Monster Island) est un roman d'horreur écrit par David Wellington. Il est d'abord publié en ligne en 2004 et imprimé en 2006. C'est le premier livre de la trilogie Zombie Story.

## Résumé
Le monde est ravagé par une épidémie qui transforme les gens en zombies.
Un groupe de jeunes soldates somaliennes et un ancien employé de l'ONU se rendent à Manhattan afin de trouver des médicaments contre le sida pour la cheffe de ses soldates.Après avoir survécu à de nombreuses attaques de zombies sur place, le groupe rencontre Gary, un étudiant en médecine mort-vivant qui a réussi à conserver un niveau élevé de conscience et de maîtrise de soi contrairement à d'autres zombies.

## Personnages
Outre le groupe d'adolescentes, on note aussi la présence de Dekalb, un employé des Nations unies et Gary Fleck, un étudiant en médecine changé en zombie, mais toujours doté d'intelligence.

## Réception critique
Si la critique de ce premier tome publiée dans Publishers Weekly est globalement positive, qualifiant l'intrigue d'« inventive et excitante », louant David Wellington, pour sa connaissance de New York et son humour noir, il est également relevé une impression de mémoire sélective dans la composition de l'histoire, certains éléments semblent oubliés en cours de route.
Le Washington Post est bien plus critique, sur l'absence d'explications concernant la présence d'un remède à Manhattan et aussi l'immunité de la Somalie à la catastrophe mondiale, ou la présence de momies réanimées au Metropolitan Museum of Art.

## Détails de publication
- Monster Island : a Zombie Novel, Thunder's Mouth Press, 2006  (ISBN 1560258500).
- Zombie Island, Milady, 2010, trad. François Truchaud  (ISBN 978-2-8112-0347-4).